# Відділ зарубіжної україніки Інституту книгознавства
Ві́дділ зарубі́жної украї́ніки Інститу́ту книгозна́вства Націона́льної бібліоте́ки Украї́ни і́мені В. І. Верна́дського (ВЗУ ІК НБУВ) — науковий підрозділ-фондоутримувач, у якому зберігаються та досліджуються твори про Україну, видані у будь-якій країні будь-якою мовою, а також видання українською мовою, надруковані за межами України.

## Створення
Відділ створено 16 вересня 1991 року на базі фонду колишнього відділу спеціального зберігання літератури (спецфонд) Центральної наукової бібліотеки Академії наук УРСР (ЦНБ), де за часів Радянського Союзу зберігалися вилучені з загального обігу видання, що не дотримувалися офіційної ідеології. Спочатку відділ розміщувався в центральному корпусі бібліотеки (просп. Голосіївський, 3 у Києві), звідки в листопаді 2003 року був переміщений до будівлі на вул. Володимирській, 62. При цьому колекція реабілітованої літератури (понад 16 тис. одиниць зберігання) залишилася в центральному корпусі в загальному книгосховищі, де й зберігається дотепер.

## Передісторія
Формування спецфонду в його нинішньому вигляді розпочалося у січні 1945 року. Література зберігалася в окремому книгосховищі і не була відображена в загальних каталогах бібліотеки (разом з книжками з відкритого доступу вилучалися також і облікові картки). Упродовж «хрущовської відлиги» (середина 1950-х — середина 1960-х років) до загального книгосховища було повернено майже третину видань із спецфонду, у той час як у період застою (1970-ті — 1980-ті роки) відбувався зворотний процес — полиці спецфонду знову поступово заповнювалися. Починаючи з 1987 року, бібліотеки, що мали у своїй структурі відділи спецзбереження, почали систематично отримувати накази Головлітів СРСР та УРСР «Про повернення книг до загальних фондів». У січні 1990 року останнім наказом Головліту УРСР і СРСР «Про повернення книг до загальних фондів бібліотек» спецфонди було скасовано. У вересні того ж року рішенням дирекції ЦНБ всі видання, що залишалися на той час у спецфонді, у вигляді єдиної колекції реабілітованої літератури були передані до новоствореного залу зарубіжної україніки.

## Фонд
На час відкриття фонд Відділу зарубіжної україніки налічував 1500 книг і 4300 журналів, а станом на січень 2018 року — понад 34 тис. одиниць зберігання книжкових, періодичних та продовжуваних видань. Переважна його частина — це друкована продукція гуманітарного профілю: історія, філософія, релігієзнавство, мовознавство, економіка, художня література. Значно меншою кількістю видань представлені природничі та технічні науки. Загалом книжкові видання фонду Відділу зарубіжної україніки НБУВ становлять понад 16 тис. одиниць зберігання, а періодика — понад 18 тис. У структурі фонду наявні три колекції: Українського Народного Дому (УНД), Ярослава Рудницького та Служби безпеки України. Зберігаються також надходження, видані в Україні після здобуття незалежності, що мають особливу історико-культурну цінність(т. зв. Підручний фонд).

## Напрями діяльності
- Пошук зарубіжної україніки в поточному і ретроспективному планах.
- Наукове забезпечення формування фонду української діаспори, вивчення діяльності видавничих центрів україніки за кордоном, розробка теоретичних і методичних засад створення репрезентативної колекції видань зарубіжної україніки, співпраця з міжнародними бібліотечними організаціями.
- Забезпечення наукового процесу формування фонду зарубіжної україніки, його використання та введення в науковий обіг.
- Створення резервних цифрових копій цінних та рідкісних видань.
- Забезпечення комплексу робіт щодо оперативного бібліотечно-інформаційного обслуговування користувачів НБУВ фондами відділу та інформацією стосовно питань зарубіжної україніки.
- Розробка методичних матеріалів з питань особливостей бібліографування видань зарубіжної україніки, напрацювання теоретичних аспектів цього питання, узагальнення світового досвіду.
- Здійснення міжнародних наукових і культурних зв'язків із бібліотеками, науковими інституціями, видавництвами поза межами України.
- Створення електронного інформаційно-аналітичного каталогу україномовних книжкових видань відділу, реєстраційно-аналітичного каталогу періодичних видань відділу, бази даних бібліографічних джерел зарубіжної україніки[3].

## Довідково-пошуковий апарат
- Каталоги: алфавітний; систематичний.
- Картотеки: персоналій; українознавчих центрів; дарів.
- База даних: електронний каталог відділу зарубіжної україніки; імідж-каталог.

## Керівники
- Дегтяренко Лариса Олександрівна (1991—2015).
- Супронюк Оксана Костянтинівна (2015—2016).
- Антонюк Тетяна Дмитрівна (2016 — до сьогодні).

## Режим роботи
- Понеділок — субота: 9.15 — 17.30.
- Вихідний день: неділя.